# Grossesse express
Grossesse express est le 12e épisode de la saison 1 de la série télévisée Angel.

## Synopsis
Cordelia se rend à une soirée avec deux de ses amies et y fait la connaissance du photographe Wilson Christopher. L'alchimie s'opérant bien entre eux, Cordelia l'invite chez elle et ils passent finalement la nuit ensemble. Au matin, Cordelia découvre que Christopher est parti et surtout qu'elle est dans un état de grossesse très avancé. Angel et Wesley, s'inquiétant de son absence au bureau, vont la voir et découvrent son état. Cordelia leur raconte ce qui s'est passé et Angel part à la recherche de Christopher tandis que Wesley emmène Cordelia se faire examiner par un docteur. En allant voir Serena, l'une des amies de Cordelia, Angel découvre qu'elle est également enceinte après avoir passé la nuit avec un ami de Christopher. À la clinique, le docteur qui examine Cordelia lui annonce avec stupéfaction qu'elle est enceinte de septuplés. Il prélève aussi du liquide amniotique, qui agit alors comme un acide très corrosif.
Alors que Cordelia commence à avoir un comportement étrange, Angel retrouve Christopher grâce aux indications données par Serena. Angel tente de le faire parler quand les amis de Christopher arrivent. Ils lui révèlent qu'ils travaillent pour le compte d'un démon, qui les a chargé d'engrosser des femmes avec sa semence, avant de lui tirer dessus. Angel les met alors tous hors de combat avant de faire avouer à Christopher tout ce qu'il sait sur le démon. Pendant ce temps, Wesley fait des recherches et identifie le démon mais Cordelia, désormais contrôlée télépathiquement, l'assomme et part trouver le démon. Elle retrouve plusieurs autres femmes dans une usine abandonnée où elles doivent accoucher des rejetons du démon alors qu'Angel et Wesley, découvrant que leur adversaire a très peu de points faibles, mettent au point un plan pour le vaincre et partent eux aussi pour l'usine. Wesley occupe le gigantesque démon et Angel lui lance une bonbonne d'azote liquide qu'il attrape par réflexe. Wesley tire alors dessus et les vapeurs s'échappent et congèlent le démon, tous ses rejetons disparaissant avec lui. Ces péripéties resserrent les liens entre Angel, Cordelia et Wesley.

## Statut particulier
Noel Murray, du site The A.V. Club, estime que l'épisode est « plutôt habile » et qu'il est « significatif à sa manière » par son développement du personnage de Cordelia, laquelle devient de plus en plus intéressante. Pour Ryan Bovay, du site Critically Touched, qui lui donne la note de C+, le scénario est « inintéressant » et ne traite pas avec suffisamment de courage l'intéressant problème qu'il pose mais l'épisode est sauvé par l'importance qu'il donne aux personnages et la pertinence de leur développement.

## Distribution

### Acteurs crédités au générique
- David Boreanaz : Angel
- Charisma Carpenter : Cordelia Chase
- Alexis Denisof : Wesley Wyndam-Pryce

### Acteurs crédités en début d'épisode
- Daphnée Duplaix : Serena
- Ken Marino : Wilson Christopher
- Josh Randall : le barman